# Dama wskazująca
Dama wskazująca (również Młoda kobieta) – rysunek wykonany ok. 1516 roku przez Leonarda da Vinci, znajdujący się w Zamku w Windsorze. Przedstawia on kobietę spoglądającą prosto na widza. Jej uśmiech jest kuszący i tajemniczy, ma na sobie zwiewną suknię, jej włosy są kręcone. Przy damie są narysowane zarysy wodospadów, kwiaty, trzciny i wartki strumień. Szkic został wykonany czarną kredką, jego wymiary wynoszą 210 × 135 cm. Rysunek zawiera odniesienia do różnych aspektów życia Leonarda: umiejętności malowania kobiecych portretów, organizacji sztuk teatralnych i widowisk, fascynacji ruchem i skrętami ciała.
Włoski historyk Carlo Pedretti określił szkic jako być może najpiękniejszy rysunek autorstwa Leonarda. Walter Isaacson sugeruje, że Dama wskazująca miała być ilustracją do czyśćca z Boskiej komedii Dantego, a na rysunku uwieczniono Matyldę, prowadzącą poetę do kąpieli w leśnej rzece. Isaacson zakłada również, że rysunek mógł powstać w ramach przygotowań do kostiumowego przedstawienia.